# 천안 삼태리 마애여래입상
천안 삼태리 마애여래입상(天安 三台里 磨崖如來立像)은 대한민국 충청남도 천안시 동남구 풍세면 삼태리에 위치해 있는 불상이다. 불상의 높이는 7미터이다.
이 불상은 거대한 산정바위에 돌을 새긴 마애불입상이다. 넓적하면서도 박력있는 얼굴, 길게 치켜올라간 눈, 광대뼈가 나온 뺨, 큰 코와 작은 입 등의 이목구비가 매우 강건한 인상을 주고 있다. 소발의 머리카락과 둥글고 큰 육계도 매우 인상적이며, 두 손은 가슴 앞으로 들어 독특한 손 모양을 이루고 있다. 이런 수인은 고려 시대의 미륵불상 수인들과 같은 것이어서 불상 명칭까지 알 수 있다. 넓은 어깨에 걸친 통견의 불의는 배 아래서부터 U 자형의 주름을 형성한 점이나 손목을 돌아 내린 의습의 대칭적인 표현 등은 거침없고 활달한 편이지만 선각의 평행적인 처리, 끝단의 마무리 등에서는 도식화된 면을 엿볼 수 있다. 전체적인 형태나 상호, 옷 주름의 표현 등에서 고려 시대의 불상 양식을 단적으로 보여주는 거대한 마애불상으로 평가하고 있다.
불상 위에는 비와 이슬을 막기 위하여 암석에 의지하여 건물을 세웠던 흔적이 있다. 불상의 아래에는 해선암이 있는데 이곳은 사찰의 이름과 세운 시기를 알 수 없는 커다란 절터가 있었던 곳이다. 따라서 불상은 이 절터와 관련이 있었을 것으로 보인다.
1964년 9월 3일 대한민국의 보물 제407호 천원삼태리마애불(天原三台里磨崖佛)로 지정되었다가, 2010년 8월 25일 현재의 명칭으로 변경되었다.

## 개요
충청남도 천안시 풍세면 태학산의 해선암 뒷산 기슭 큰 바위에 높이 7.1m나 되는 거대한 불상이 조각되어 있으며 마애불 윗부분의 바위에는 건물이 있었던 흔적이 남아 있다.
얼굴 부분은 도드라지게 조각하고 신체는 선을 이용하여 표현하였는데, 이는 고려 후기 마애불의 일반적인 양식으로 이 작품이 만들어진 시기를 짐작할 수 있게 해준다. 민머리 위에는 둥근 상투 모양의 머리묶음이 큼직하게 솟아 있다. 양감있는 넓적한 얼굴은 가는 눈·커다란 코·작은 입으로 인해 더욱 경직된 인상을 풍긴다. 목은 짧아서 거의 없는 것 같이 보이며 이로 인하여 목에 있어야 할 3줄의 삼도(三道)는 가슴까지 내려와 있다. 어깨는 넓기만 할 뿐 양감이 없으며 양 어깨를 감싸고 있는 옷은 묵직하게 처리하였다. 상체와 양쪽 옷자락에는 세로선의 옷주름을 표현하였고 하체에는 U자형의 옷주름을 새겼는데, 옷주름은 좌우가 대칭을 이루고 있어 도식화된 면을 엿볼 수 있다. 두 손은 가슴까지 들어 왼손은 손바닥을 위로 향했으며 오른손은 왼손 위에 손등이 보이도록 하였다. 이는 고려시대 유행하던 미륵불상의 손모양으로 이 불상의 성격을 알 수 있게 해준다.
이 불상은 전체적인 형태나 얼굴 모습, 옷주름의 표현 등에서 고려시대의 불상 양식을 단적으로 보여주는 거대한 마애불로 중요하게 평가되고 있다.

## 사진

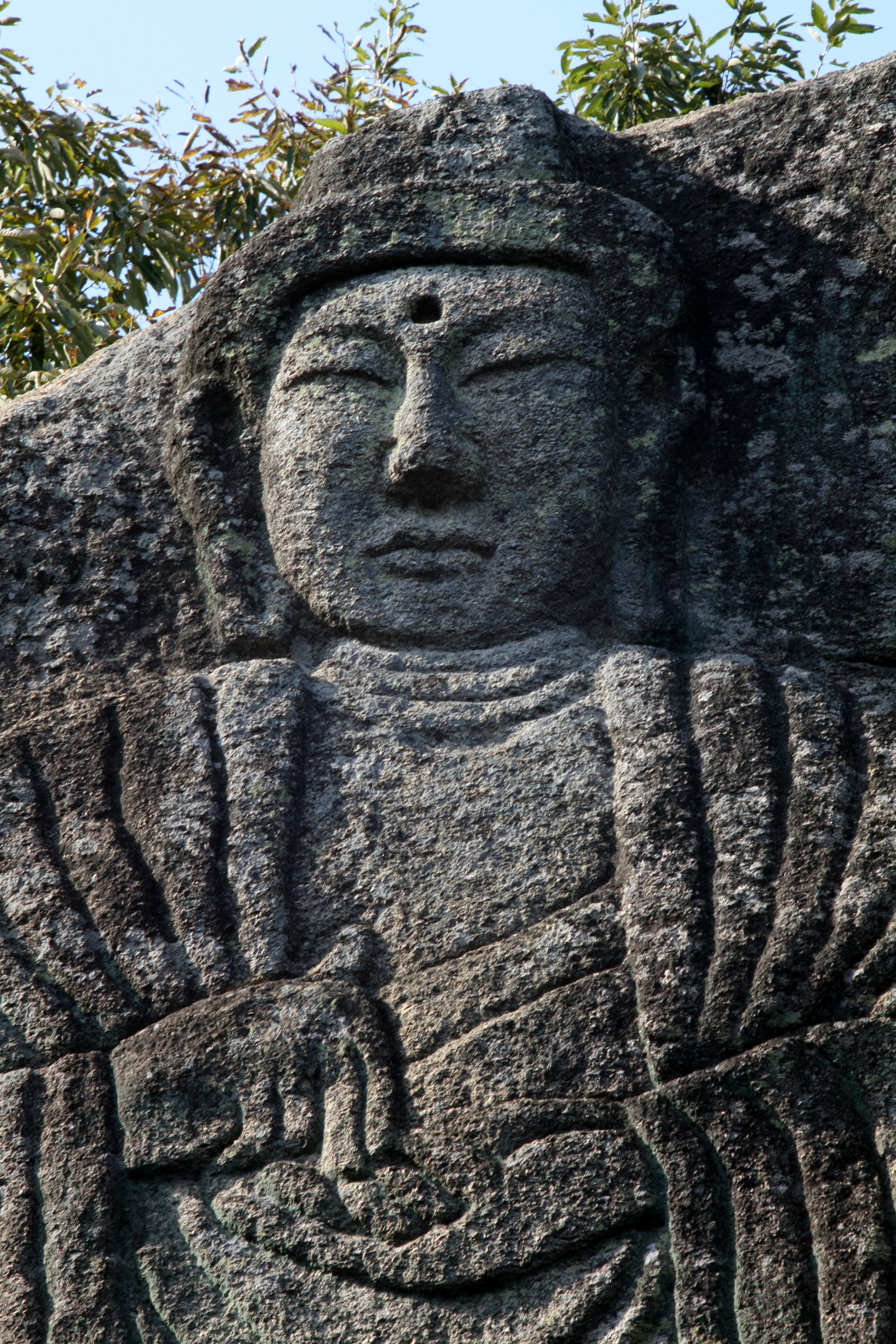
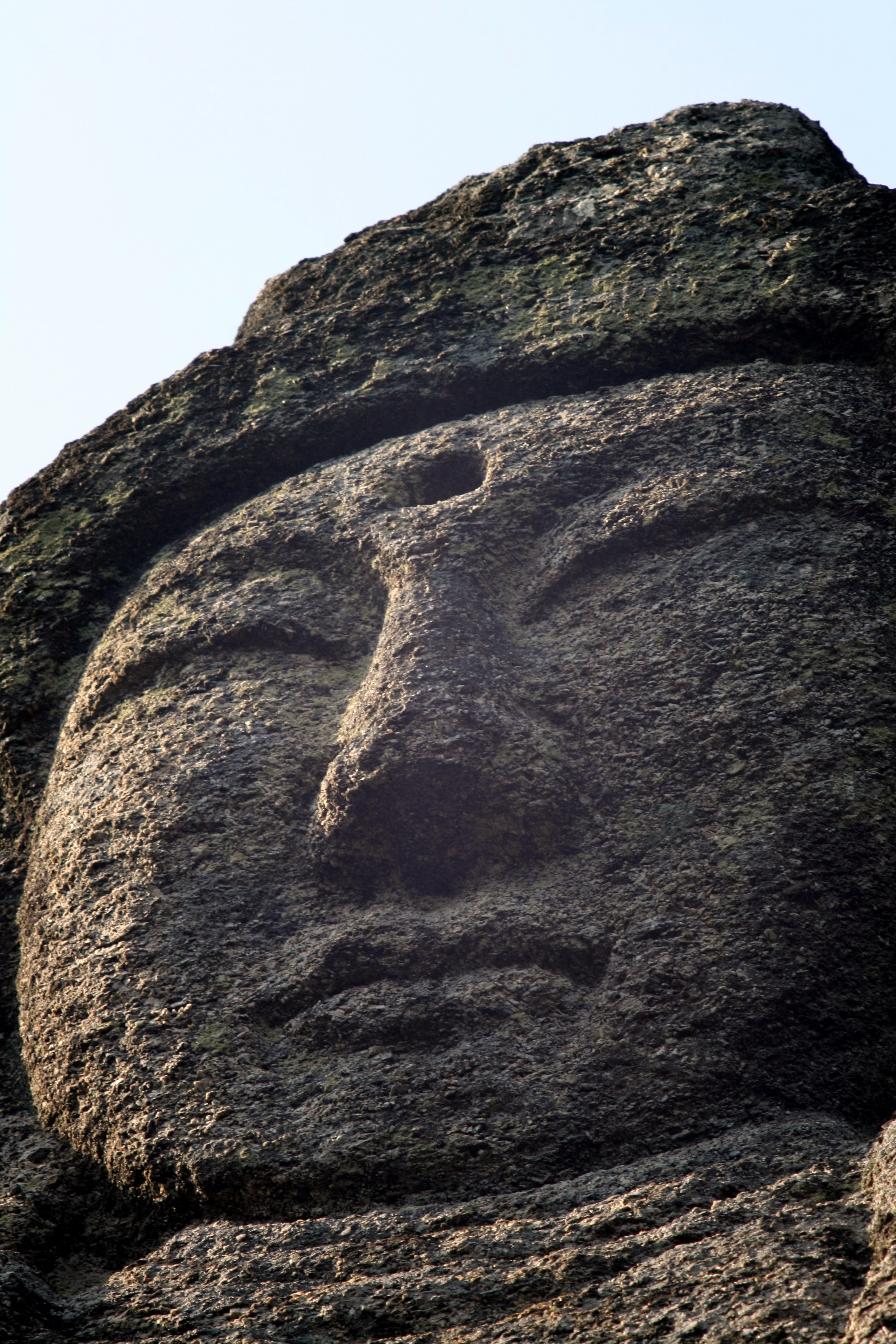
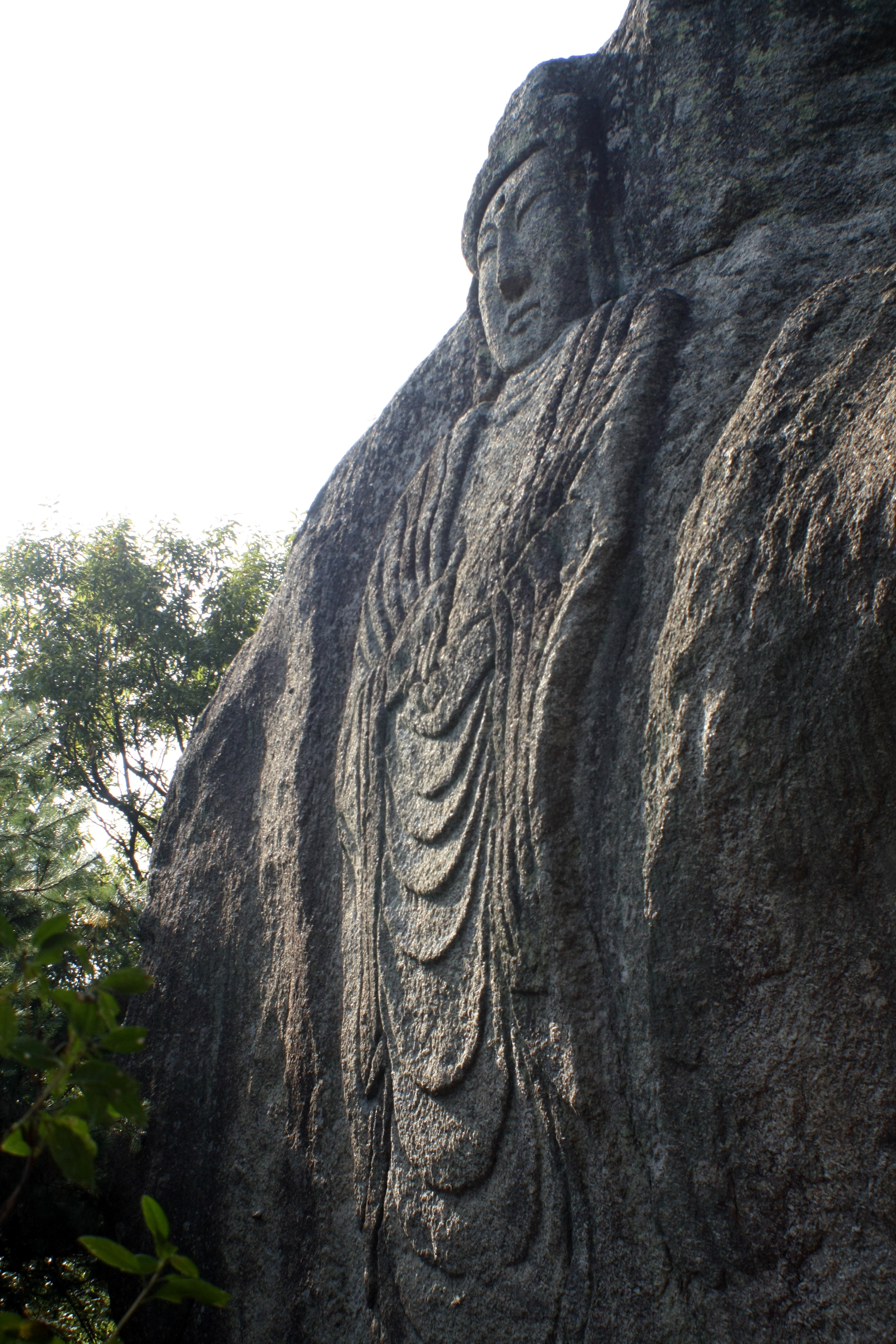
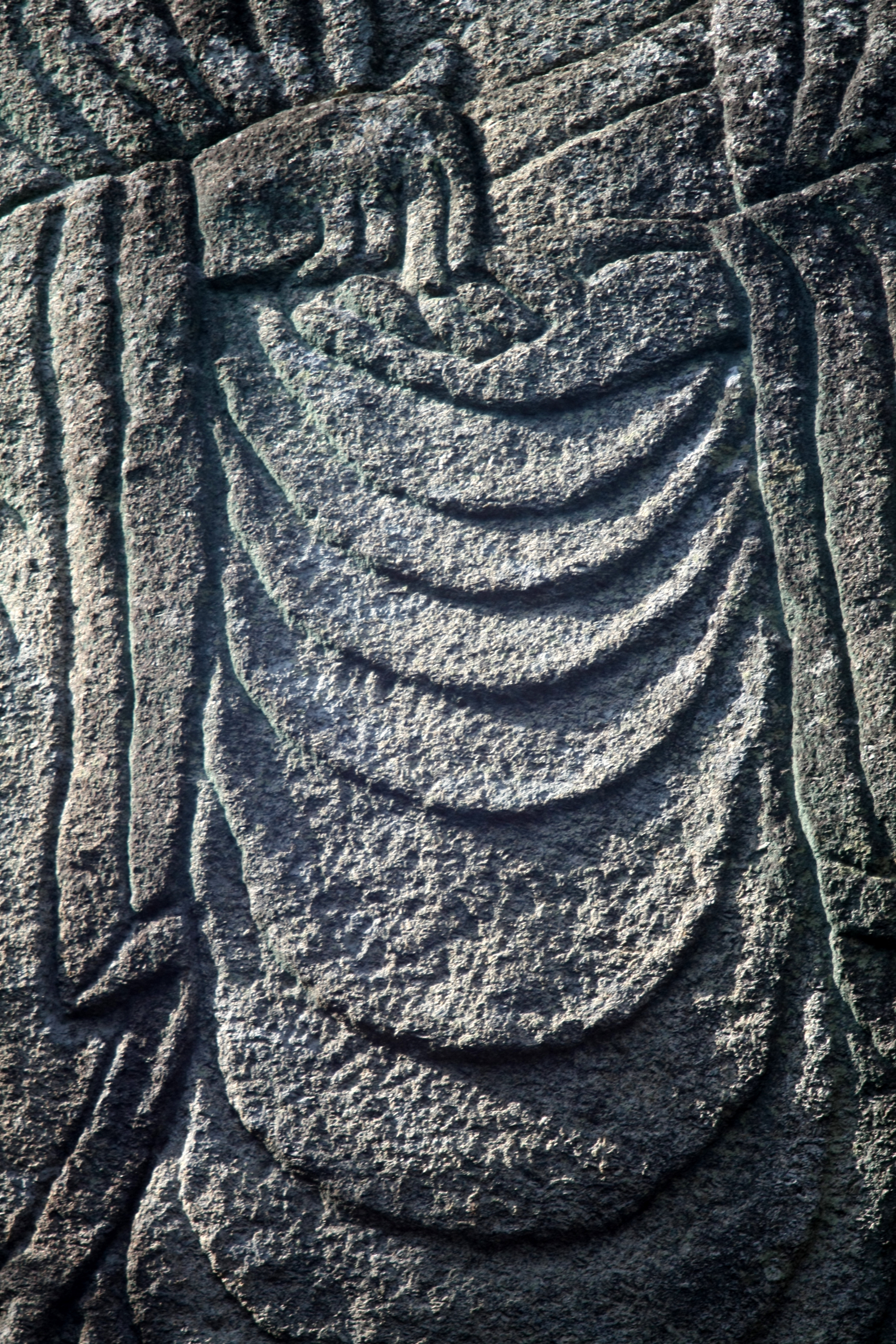

## 참고 자료
- 《문화재해설》, 충청남도, 1990년
- 《문화재대관》, 충청남도, 1996년
- 《천안시지》, 천안시, 1997년
- 《충청남도지정문화재해설집》, 충청남도, 2001년
- 천안 삼태리 마애여래입상 - 국가유산청 국가유산포털
- 이 문서에는 다음커뮤니케이션(현 카카오)에서 GFDL 또는 CC-SA 라이선스로 배포한 글로벌 세계대백과사전의 내용을 기초로 작성된 글이 포함되어 있습니다.